# Bulbophyllum foetidilabrum
Bulbophyllum foetidilabrum är en orkidéart som beskrevs av Paul Ormerod. Bulbophyllum foetidilabrum ingår i släktet Bulbophyllum och familjen orkidéer. Inga underarter finns listade i Catalogue of Life.